# 1996년 하계 올림픽 중화인민공화국 선수단
1996년 하계 올림픽 중화인민공화국 선수단은 미국 애틀란타에서 열린 1996년 하계 올림픽에 참가한 올림픽 중국 선수단이다. 294명의 선수가 25개 종목에 참가했다.